# Templo de Minerva (Céstria)
O Templo ou Santuário de Minerva é um santuário dedicado a deusa romana Minerva situado em Edgar's Field ("Campo de Edgar"), Handbridge, Céstria, Inglaterra. Está registrado na Lista de Patrimônio Nacional da Inglaterra como um monumento classificado de designado Grau I. O santuário remonta ao começo do século II e está esculpido na face de uma pedreira de arenito. É o único monumento desse tipo na Europa Ocidental que permaneceu em sua localização original. Está protegido por uma pedra do século XIX cercada com uma toldo e foi remodelado no final do século XX. A escultura tem resistido ao longo dos séculos e também tem sido danificada pela ação humana. Próximo ao santuário há uma abertura na face da rocha, possivelmente uma fissura natural, que foi aumentada e que é conhecida como "Caverna de Edgard".
O santuário localiza-se ao lado da rota da antiga estrada romana que dirigia-se para a fortaleza de Deva Vitoriosa ao sul. Minerva era a deusa romana da guerra, conhecido e perícia. É frequentemente descrito com seus atributos de elmo, escudo, peitoral e lança, mas neste exemplos é exibida em uma versão simplificada, de pé numa representação dum templo. A pedreira romana, junto com o Campo de Edgard e a imagem de Minerva, é um monumento planificado.